# Arrondissement Castres
Arrondissement Castres (fr. Arrondissement de Castres) je správní územní jednotka ležící v departementu Tarn a regionu Midi-Pyrénées ve Francii. Člení se dále na 23 kantony a 153 obce.

## Kantony
| - Anglès - Brassac - Castres-Est - Castres-Nord - Castres-Ouest - Castres-Sud - Cuq-Toulza - Dourgne - Graulhet - Labruguière - Lacaune - Lautrec | - Lavaur - Mazamet-Nord-Est - Mazamet-Sud-Ouest - Montredon-Labessonnié - Murat-sur-Vèbre - Puylaurens - Roquecourbe - Saint-Amans-Soult - Saint-Paul-Cap-de-Joux - Vabre - Vielmur-sur-Agout |